# 金津氏
金津氏（かなづ うじ／かなつ　し）は、日本の氏族の一つ。

## 清和源氏平賀氏流の金津氏
清和源氏平賀氏流の金津氏は越後国（現・新潟県）によった日本の氏族。支流に新津氏、木津氏らがいる。

## 概要
清和源氏平賀氏流の氏族で、平賀有義（源盛義の子）の子・金津資義（すけよし）が初代である。資義が承久の乱に際して越後国内の武士とともに北条朝時に動員されており、このとき既に金津保を支配していたと考えられている。

### 二流の金津氏
建治元年（1275年）5月成立の「六条八幡宮造営注文写」には「金津蔵人跡」「同三郎跡」とあり、『系図纂要』には「資直　蔵人、左衛門尉、木津東方」「信資　三郎、新津西方」とあって、金津資直（すけなお）と金津信資（のぶすけ）のときに蔵人系と三郎系の二流に分流していたことがわかる。

### 新田荘の金津氏
寛元三年（1245年）、金津蔵人資成（すけなり）が上野国新田荘内米沢村名主職の領有を求めて鎌倉幕府へ懸物状を提出。弘安4年（1281年）六月十五日付『長楽寺住持院豪文書注進』では「金津殿寄進状」が存在し、金津氏が新田荘周辺の所領を長楽寺へ寄進を行なった。荘園本来の所職である名主職の獲得は、新田義重と源盛義との親交関係や平賀氏一族との猶子関係から発展して、蔵人系金津氏が新田氏一族との姻戚関係を通じて新田荘内に所領を得て、新田氏一党に内包されていったと考えられる。

### その後の金津氏
上杉氏の臣下としても、古くから越後国蒲原郡を領する源氏の名門として仕える。戦国時代には、金津義旧・新津勝資らの活躍が見え、子孫には米沢藩に仕えた者が多い。